# Tóri Beinisson
Tóri Beinisson (* 959 in Skúvoy, Färöer; † 1005 im Suðuroyarfjørður ebenda; auch Þórir Beinisson, Tore Beinersson, Tórur Beinirson etc.) war eine Figur der Färingersaga und ein wichtiger Akteur zur Wikingerzeit auf den Färöern.
Tóri war der Sohn des Großgrundbesitzers Beinir Sigmundsson und dessen Gefährtin Tóra.
Zusammen mit seinem jüngeren Cousin Sigmundur Brestisson erlebte er 970 den Mord an Brestir und Beinir, ihren Vätern. Nach dieser Bluttat wurden er und Sigmundur vom Wikingerhäuptling Tróndur í Gøtu adoptiert, der sie eigentlich auf der Stelle töten wollte, wogegen aber dessen Onkel Svínoyar-Bjarni Skrupel hatte, nachdem er bereits ihre Väter getötet hatte.
Tóri starb 1005, als ihn sein Cousin Sigmundur schwimmend von Skúvoy nach Suðuroy retten wollte.